# كأس ليختنشتاين 1999–2000
كأس ليختنشتاين 1999–20 هو الموسم 55 من كأس ليختنشتاين. أقيم خلال الفترة 19 أكتوبر 1999 وحتى مايو 2000، وأشرف على تنظيمه اتحاد ليختنشتاين لكرة القدم، وفاز فيه نادي فادوتس.